# 迈赫迪·加耶迪
迈赫迪·加耶迪（波斯語：مهدی قایدی，1998年12月5日—），是一名伊朗职业足球运动员，司职中场。现效力于阿聯酋阿拉伯海灣聯賽球队迪拜青年国民，他也代表伊朗国家足球队。

## 荣誉
德黑兰独立
- 哈斯菲盃冠军：2017–18
- 伊朗超级杯冠军：2022